# Christ Church (Philadelphie)
Pour les articles homonymes, voir Christ Church.
Christ Church est une église de la ville de Philadelphie, sur la côte est des États-Unis, fondée en 1695 par des Anglicans. Le bâtiment actuel a été construit entre 1722 et 1744. Elle se trouve dans le centre-ville de Philadelphie.

## Historique

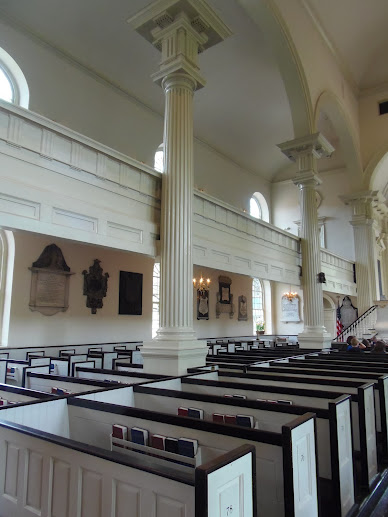
Intérieur de Christ Church.

### Sources
- (en) Cet article est partiellement ou en totalité issu de l’article de Wikipédia en anglais intitulé « Christ Church, Philadelphia » (voir la liste des auteurs).